# موسى ديالو
موسى ديالو (بالفرنسية: Moussa Diallo) هو لاعب كرة قدم فرنسي، ولد في 27 يناير 1997 في كورباي إيسون في فرنسا. لعب مع نادي أوكسير.

## وصلات خارجية
- موسى ديالو على موقع رابطة كرة القدم الفرنسية للمحترفين (الإنجليزية)
- موسى ديالو على موقع قاعدة بيانات كرة القدم.إي يو (الإنجليزية)
- موسى ديالو على موقع قاعدة بيانات كرة القدم.إي يو (الإنجليزية)
- موسى ديالو على موقع Soccerway.com (الإنجليزية)
- موسى ديالو على موقع عالم كرة القدم.نت (الإنجليزية)